# White OLED
Los White OLEDs son diodos orgánicos que emiten luz blanca más brillante, más uniforme y más eficiente que la emitida por luces fluorescentes, además de presentar las excelentes cualidades de color verdadero de las luces incandescentes. Como los White OLEDs pueden ser producidos en grandes láminas podrían reemplazar en un futuro próximo las luces fluorescentes que son usadas, en la actualidad, en casas y edificios.

## Desarrollo
El desafío en esta área es desarrollar LEDs orgánicos (OLED) que puedan competir con las fuentes de luz existentes en la actualidad, en aspectos tales como estabilidad, calidad de color y durabilidad. Ching-Fong Shu, Hsinchu y sus colegas de la Universidad Nacional de Chiao Tung, han creado un dispositivo OLED que emite luz blanca que cumple algunos de esos requisitos. Estos investigadores han sabido combinar polímeros emisores de luz azul junto con otros similares de luz verde y roja para producir este prometedor dispositivo.

## Funcionamiento
Los LEDs son diodos que transforman la corriente eléctrica en luz. La corriente que atraviesa el dispositivo genera estados excitados en los electrones del material de estos semiconductores. Posteriormente, estos electrones regresan a los estados energéticos de partida, más estables, emitiendo fotones cuya longitud de onda dependerá de cómo se ha diseñado el módulo. Debido a la extraordinaria eficiencia energética de estos dispositivos electrónicos existe un enorme potencial de ahorro energético, simplemente, sustituyendo las actuales bombillas de luz. Los LEDs que usan polímeros orgánicos, para emitir luz, presentan un particular interés porque se espera que los costes de producción bajen de manera considerable en los próximos años.